# 新潟県立村上桜ヶ丘高等学校
新潟県立村上桜ヶ丘高等学校（にいがたけんりつ むらかみさくらがおかこうとうがっこう）は、新潟県村上市飯野桜ヶ丘にある県立高等学校。
愛称は 「桜」(さくら)。

## 概要
2001年度よりこれまでの農業・商業系学科から総合学科へ移行した。各選択では、危険物取扱者、小型車両系建設機械作業資格、測量士補、情報処理(Java学習可能)、簿記、ワープロ実務・速度、基本情報技術者、ITパスポート、小売商販売士、珠算、英語、数学、漢字等の資格取得が可能である。

## 沿革
- 1912年2月 - 新潟県より設置認可。
- 1913年4月1日 - 岩船郡立村上実科高等女学校として開校。
- 1922年4月1日 - 新潟県へ移管、新潟県立村上高等女学校と改称。
- 1948年4月1日 - 学制改革により普通課程を設置、新潟県立村上女子高等学校となる。現校章制定。
- 1949年4月1日 - 新潟県立村上桜ヶ丘高等学校と改称、農業課程設置。
- 1950年4月1日 - 被服課程設置。
- 1953年11月 - 現校歌・校旗制定。
- 1955年4月1日 - 林業課程設置（農業課程より分離）。
- 1962年4月1日 - 家庭課程・電気課程設置、普通課程募集停止（後に「課程」から「科」へ改称）。
- 1963年4月1日 - 家庭科を家政科と改称。
- 1967年4月1日 - 商業科・生活科設置、家政科･被服科募集停止。
- 1968年2月 - 新体育館竣工。
- 1968年4月1日 - 電気科募集停止。
- 1971年3月 - 水田4,875m2を実習用に買収、テニスコート造成。
- 1972年3月 - 普通教室棟1期工事竣工。以後10年間、普通教室棟2期工事、管理棟、特別教室棟、前庭・中庭造園工事、農業・林業実習棟、桜ヶ丘同窓会館、小体育館、柔剣道場が竣工。
- 1983年4月1日 - 生活科募集停止。
- 1984年12月 - 笹平演習林宿舎竣工。
- 1986年4月1日 - 農業経済科設置（農業科より分離）。
- 1992年4月1日 - 情報経理科設置（商業科より分離）。
- 1998年11月 - 花弁温室竣工。
- 2001年4月1日 - 総合学科設置（6学級）、農業科・林業科・農業経済科・商業科・情報経理科募集停止。新制服に移行。
- 2003年10月 - 創立90周年記念式典挙行。
- 2006年 - 第78回選抜高等学校野球大会21世紀枠新潟県推薦校。
- 2011年-定期考査の実施が、3学期制の学校と同等となる。
- 2012年9月-創立100周年記念事業を1年前倒しし、1～3年普通教室に冷房設置

## 校歌
- 『新潟県立村上桜ヶ丘高等学校校歌』（作詞：萩原井泉水・作曲：）[1]

## 系列選択
- 情報系列
- 農業系列
- 森林系列
- 生活福祉系列
- 人文科学系列（文系）
- 自然科学系列（理系）

## 交通
- JR羽越本線 村上駅より徒歩10分

## 部活動
- 文化系～体育系まで、多彩な部活動が存在する。

## 著名な出身者
- 太田暁音（陸上競技選手）
- 加藤全一（元新潟県神林村村長）
- 椎野新（元プロ野球選手）